# 小松台北町
小松台北町（こまつだいきたまち）とは、宮崎県宮崎市内の地名。小松台地域自治区に属している。郵便番号は880-2113。住居表示未実施地域。

## 地理
宮崎市の中西部、小松台地域自治区に属し、小松台団地の北部に位置する住宅街である。大字小松（上小松、下小松）、大字跡江、小松台西と接する。

## 歴史
- 1978年：大字小松、大字跡江、大塚町のそれぞれ一部をもって小松台北町が成立

## 世帯数と人口
2023年（令和5年）6月1日現在の世帯数と人口は以下の通りである。
| 町丁       | 世帯数  | 人口  |
| ---------- | ------- | ----- |
| 小松台北町 | 455世帯 | 965人 |

## 小・中学校の学区
市立小・中学校に通う場合、学区は以下の通りとなる。
| 町名       | 小学校               | 中学校             |
| ---------- | -------------------- | ------------------ |
| 小松台北町 | 宮崎市立小松台小学校 | 宮崎市立生目中学校 |

## 交通

### バス
宮交グループの運営するバスが営業している。